# Elpénor
Pour les articles homonymes, voir Elpénor (homonymie).

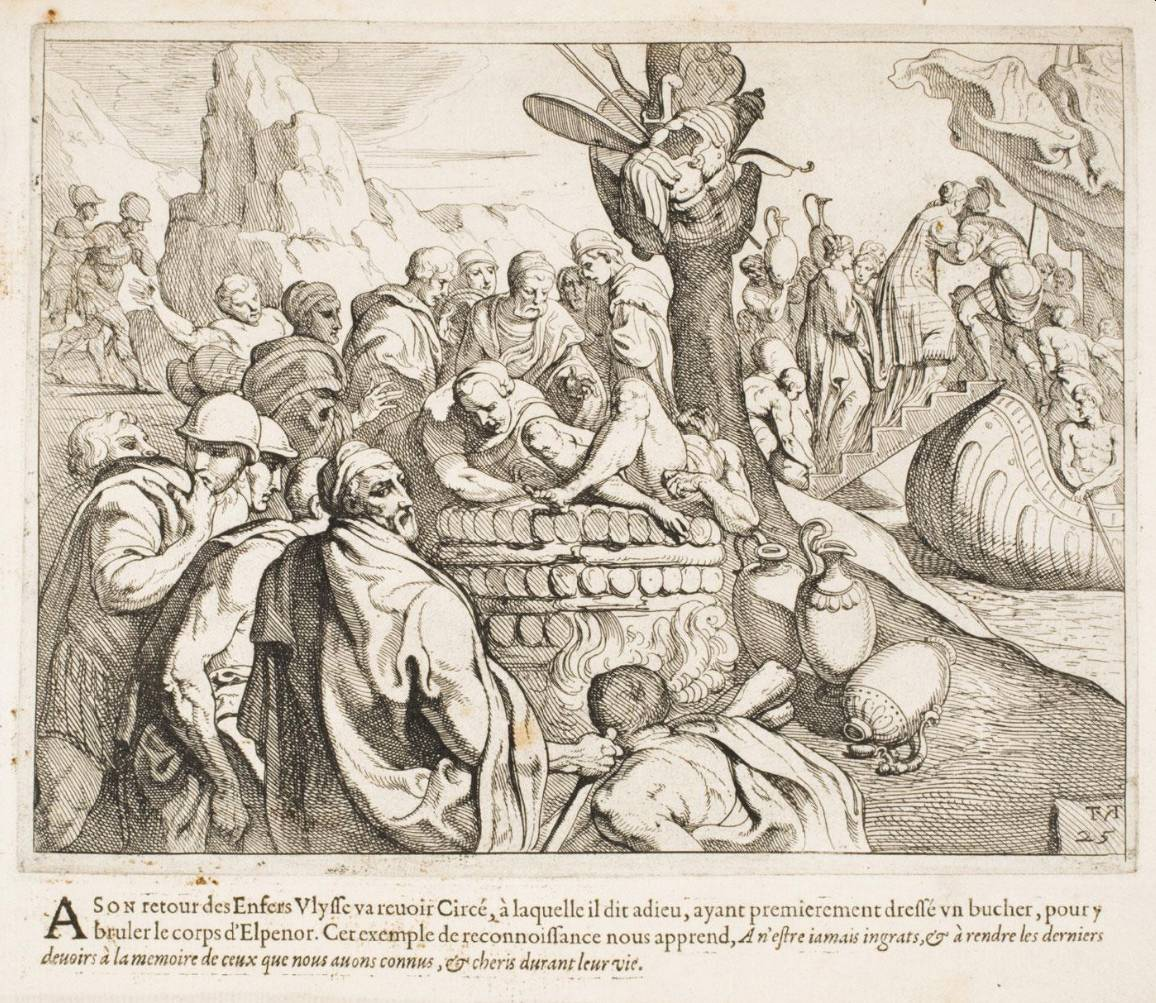
Ulysse organisant les funérailles d'Elpénor, estampe deTheodoor van Thulden, 1632-33

Dans la mythologie grecque, Elpénor (en grec ancien Ἐλπήνωρ), est l'un des compagnons d'Ulysse lors de son retour de Troie. Il a également donné son nom au syndrome d'Elpénor, qui est un autre nom de l'ivresse du sommeil.

## Mythe
Elpénor est cité pour la première fois dans une interpolation du chant X de l’Odyssée, lors de l'escale d'Ulysse sur l'île de Circé. Il est décrit comme le plus jeune des compagnons encore vivants à ce moment, et comme un personnage globalement médiocre, peu valeureux au combat et le moins sage au conseil. 
Elpénor est le seul compagnon d'Ulysse à périr sur l'île de Circé : s'étant enivré, il tombe de la terrasse du palais de Circé et se tue sur le coup à la fin du chant X. Ulysse le voit ensuite lors de sa visite aux Enfers, quand Elpénor lui réclame les honneurs funèbres pour le repos de son âme ; Ulysse les lui rend au début du chant XII (vers 10 à 15). 
Le philosophe Théophraste explique dans son ouvrage Histoires des plantes qu'en son temps, près du mont Circé, on montrait le prétendu tombeau d'Elpénor.

## Postérité

### Arts
Le personnage d'Elpénor a été repris par Jean Giraudoux dans Elpénor, un court roman mythologique publié en 1919, qui réécrit de façon humoristique plusieurs épisodes de l'Odyssée.  
Le personnage de Paddy Dignam dans Ulysse de James Joyce est une évocation d’Elpénor[réf. souhaitée].  
Le poète grec Georges Séféris évoque ce personnage d'Elpénor, dont « les rames marquent sur la grève le lieu où il repose », dans le poème intitulé Argonautes, dans le recueil Mythologie publié en 1935 : « Cet homme faible et moyen, […] symbolise ce que nous exprimons dans l'exclamation si banale : "Le pauvre bougre !" » Créature qui obéit à ses instincts, qui vit dans l'instant et sans réflexion, Elpénor s'oppose à Ulysse dont la capacité de réflexion et d'analyse implique un usage créateur de la mémoire. Mais en 1946, composant le grand poème intitulé La Grive, Séféris instaure un dialogue entre « le voluptueux Elpénor, un mégot éteint sur les lèvres » et une Circé sensuelle mais qui ne s'en laisse pas conter : Elpénor incarne ainsi une âme en peine, pressentant  l'existence de la beauté idéale des statues, mais que retient la crainte du remords et de la nostalgie ; seul Ulysse, qui aspire à retrouver sa vraie demeure, saura suivre l'idéal des statues et faire refleurir le rameau initiatique que lui tend Elpénor.  
Ezra Pound, dans le Chant I de l’Ébauche de XXX Cantos, qu'il compose à la fin du XXe siècle, décrit les circonstances de la mort d'Elpénor et le sacrifice que lui fait Ulysse.
Ce personnage donne également son nom au poème radiophonique de Joseph Weterings (en) (1904-1967) mis en musique par Albert Roussel (1869-1937) en 1937 et publié 10 ans plus tard.

### Sciences
En 1936, le médecin et psychiatre français Benjamin-Joseph Logre décrit un état qu'il nomme le syndrome d'Elpénor pour qualifier un ensemble de symptômes comprenant des comportements semi-automatiques consécutifs à un réveil incomplet après un sommeil profond.

## Sources
- Pseudo-Apollodore, Épitome [détail des éditions] [lire en ligne] (VII,  17).
- Homère, Odyssée [détail des éditions] [lire en ligne] (X, 551-560 ; XI, 51 ; XII, 10).